# Jesus Cristo (canção)
"Jesus Cristo" é uma canção de Roberto Carlos lançada em 1971 como o terceiro single do álbum Roberto Carlos (às vezes subtitulado Ana ou Jesus Cristo), de 1970. Foi a primeira canção de cunho religioso lançada pelo cantor em sua carreira e se constituiu num de seus maiores sucessos, sendo lançada internacionalmente como single.

## Histórico
Apesar de só ter recebido lançamento em EP em 1971, a canção se tornou um grande sucesso já quando do lançamento do álbum, em dezembro de 1970, de modo que, apesar do lançamento tardio em 1970, foi a terceira canção mais ouvida do ano. Dado este êxito, a canção foi lançada em outros países, e decidiu-se por fazer versões em espanhol e italiano para a edição do single em locais onde a versão em português não seria bem aceita. Os lançamentos ocorreram a partir de agosto de 1971, tendo sido lançada em Portugal e na França a versão em português; na Itália e nos Países Baixos, foi lançada a versão em italiano; e na Alemanha e na América Latina foi lançada a versão em espanhol. Na Bolívia, porém, a versão lançada foi a em português
Em 1997, numa ação promocional da extinta loja de departamentos Mesbla, na compra de três CDs do cantor, ganhava-se um CD-single de "Jesus Cristo".
A música foi regravada por diversos cantores, sendo notável a versão em francês feita por Lenny Kuhr, lançada em diversos países da Europa, a qual chegou ao 73º lugar das paradas francesas em dezembro de 1971. A canção também teve versões de Peter Mac Lane e Blue Ears, Magnolia[carece de fontes?] e Roberto Blanco, e inclusive ganhou uma versão em inglês feita por Singleton e lançada por Alan Shelly & Equator; e uma em finlandês feita por Vexi Salmi e interpretada pelo cantor Frederik, chamada "Jeesus Kristus". em 1990, a cantora e apresentadora Mara Maravilha também foi outra das artistas que regravaram o sucesso do rei.

## Lista de faixas
EP 7" (CBS 56401)
| Lado A         |                     |                                |         |  |
| N.º            | Título              | Compositor(es)                 | Duração |  |
| 1.             | "Jesus Cristo"      | Roberto Carlos / Erasmo Carlos | 3:25    |  |
| 2.             | "Uma Palavra Amiga" | Getúlio Cortes                 | 2:57    |  |
| Duração total: | Duração total:      | Duração total:                 | 6:22    |  |

| Lado B         |                        |                                |         |  |
| N.º            | Título                 | Compositor(es)                 | Duração |  |
| 3.             | "Minha Senhora"        | Roberto Carlos / Erasmo Carlos | 3:09    |  |
| 4.             | "Maior que o Meu Amor" | Renato Barros                  | 3:00    |  |
| Duração total: | Duração total:         | Duração total:                 | 6:06    |  |

## Ficha técnica
- Roberto Carlos: vocal
- José "Gato" Provetti: guitarra
- Paulo César Barros (Renato e seus Blue Caps): baixo
- Tony (Renato e seus Blue Caps): bateria
- Lafayette: teclados
- Dom Salvador: piano

## Posições nas Paradas
Paradas anuais
| País   | Ano  | Posição |
| ------ | ---- | ------- |
| Brasil | 1970 | 3       |